# Mireia Belmonte

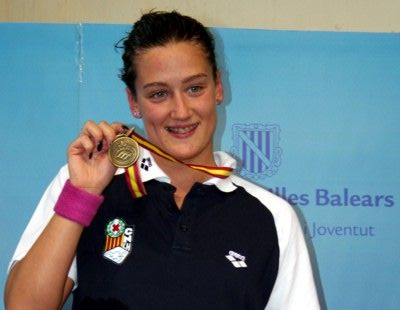
Belmonte in 2008.

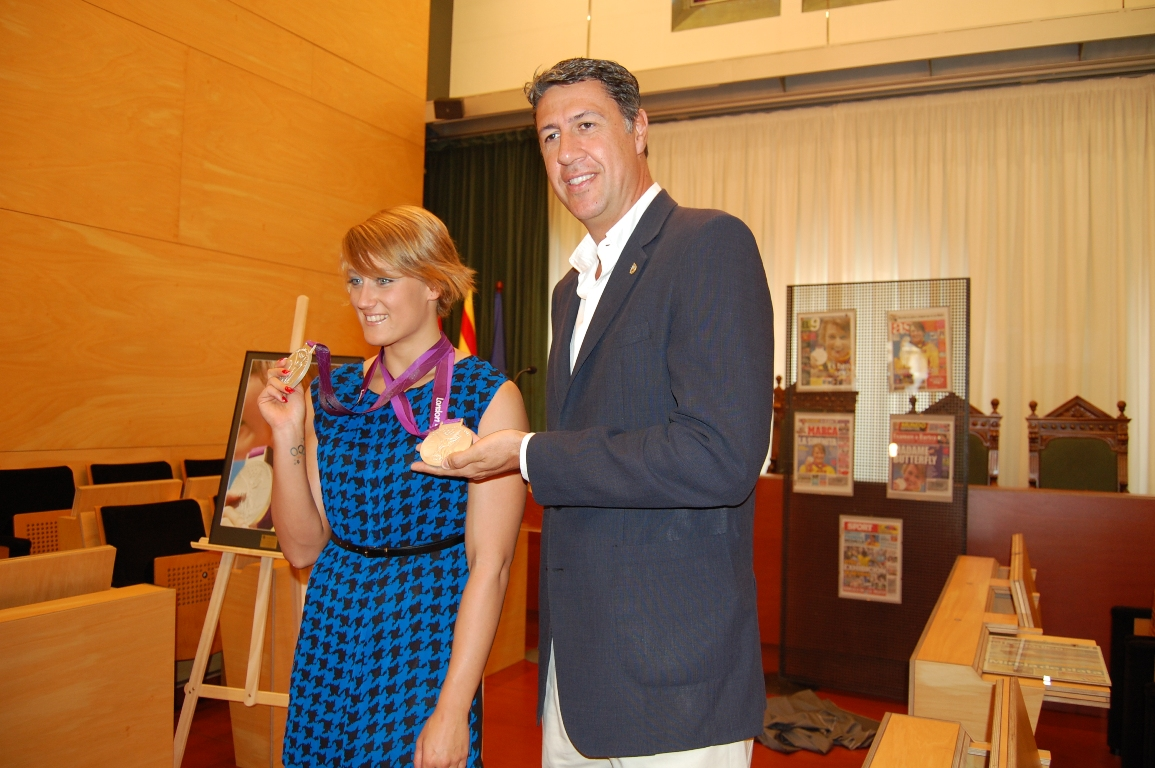
Belmonte bij thuiskomst na de Olympische Zomerspelen van 2012.

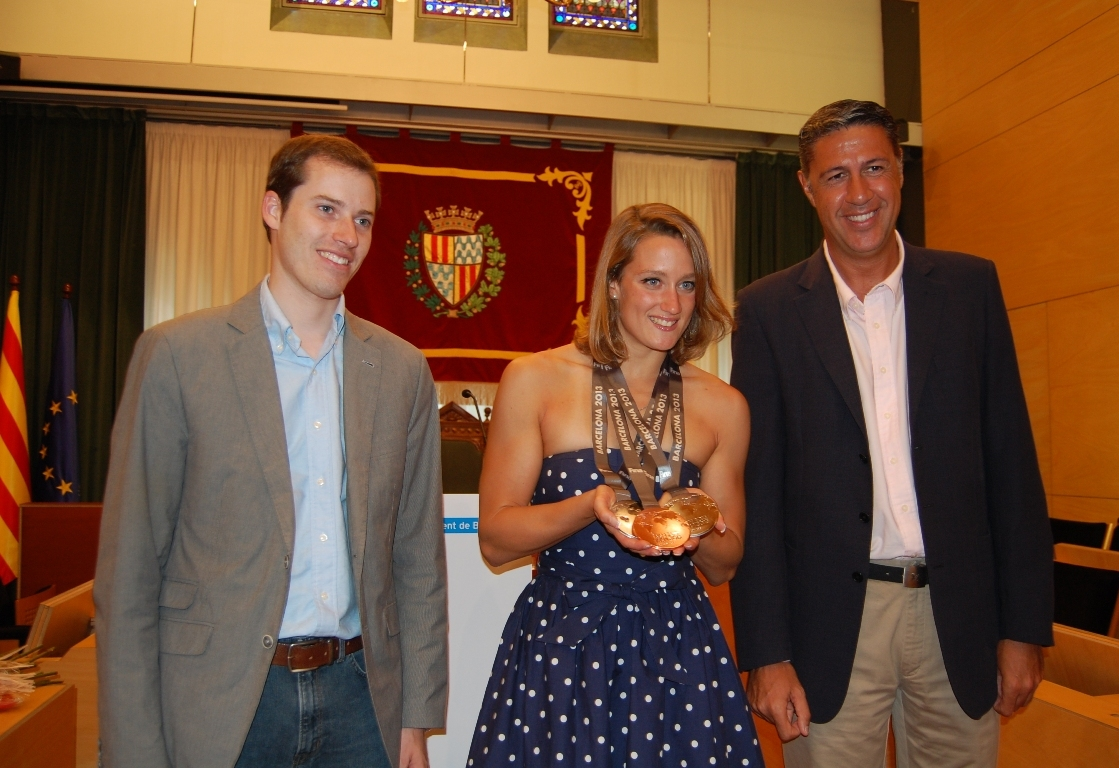
Belmonte met haar medailles van de wereldkampioenschappen van 2013.

Mireia Belmonte García (Badalona (Catalonië), 10 november 1990) is een Spaanse zwemster. Ze vertegenwoordigde haar vaderland op de Olympische Zomerspelen 2008 in Peking, op de Olympische Zomerspelen 2012 in Londen en op de Olympische Zomerspelen 2016 in Rio de Janeiro.
Op de kortebaan is Belmonte wereldrecordhoudster op de 800 en 1500 meter vrije slag en de 200 meter vlinderslag.

## Carrière
Bij haar internationale debuut, op de Europese kampioenschappen zwemmen 2006 in Boedapest, strandde Belmonte in de halve finales van de 200 meter wisselslag en in de series van de 400 meter wisselslag. Op de Europese kampioenschappen kortebaanzwemmen 2006 in Helsinki eindigde de Spaanse als twaalfde op de 800 meter vrije slag en werd ze uitgeschakeld in de series van de 200 en de 400 meter wisselslag.
Tijdens de wereldkampioenschappen zwemmen 2007 in Melbourne strandde Belmonte in de series van de 200 meter vlinderslag en de 200 en 400 meter wisselslag. Op de Europese kampioenschappen kortebaanzwemmen 2007 in Debrecen sleepte de Spaanse de zilveren medaille in de wacht op de 400 meter wisselslag en eindigde ze als zevende op de 200 meter vlinderslag, op de 400 meter vrije slag en de 200 meter wisselslag strandde ze in de series.
Op de Europese kampioenschappen zwemmen 2008 in Eindhoven veroverde Belmonte de Europese titel op de 200 meter wisselslag en de bronzen medaille op de 200 meter vlinderslag, op de 400 meter wisselslag eindigde ze als achtste. Samen met Nina Zjivanevskaja, Angela San Juan en María Fuster eindigde ze als zesde op de 4×100 meter wisselslag, op de 4×200 meter vrije slag eindigde ze samen met María Fuster, Melanie Costa en Erika Villaecija als achtste. Enkele weken later nam de Spaanse deel aan de wereldkampioenschappen kortebaanzwemmen 2008 in Manchester. Op dit toernooi sleepte ze de zilveren medaille in de wacht op de 200 meter wisselslag en de bronzen medaille op de 400 meter wisselslag, daarnaast eindigde ze als zesde op de 200 meter schoolslag en strandde ze in de series van de 400 meter vrije slag. Tijdens de Olympische Zomerspelen van 2008 in Peking werd Belmonte uitgeschakeld in de halve finales van de 200 meter wisselslag en in de series van de 200 meter schoolslag en de 400 meter wisselslag. Op de Europese kampioenschappen kortebaanzwemmen 2008 in Rijeka veroverde de Spaanse de Europese titel op de 400 meter wisselslag, in een wereldrecord, en eindigde ze als zesde op de 200 meter wisselslag. Op de 400 meter vrije slag en de 200 meter schoolslag strandde ze in de series.

### 2009-2012
In Rome nam Belmonte deel aan de wereldkampioenschappen zwemmen 2009, op dit toernooi werd ze uitgeschakeld in de series op zowel de 200 meter vlinderslag als de 200 meter wisselslag. Op de 400 meter wisselslag werd ze gediskwalificeerd. Tijdens de Europese kampioenschappen kortebaanzwemmen 2009 in Istanboel legde de Spaanse op de 400 meter wisselslag beslag op de zilveren medaille, daarnaast werd ze op zowel de 200 meter schoolslag als de 200 meter vlinderslag gediskwalificeerd in de series.
Op de Europese kampioenschappen zwemmen 2010 in Boedapest eindigde Belmonte als vierde op de 200 meter vlinderslag en als vijfde op de 200 meter wisselslag, op de 400 meter wisselslag strandde ze in de series. In Dubai nam de Spaanse deel aan de wereldkampioenschappen kortebaanzwemmen 2010. Op dit toernooi veroverde ze drie wereldtitels; op de 200 meter vlinderslag en de 200 en 400 meter wisselslag. Daarnaast sleepte ze de zilveren medaille in de wacht op de 800 meter vrije slag en werd ze uitgeschakeld in de series van zowel de 200 meter schoolslag als de 100 meter wisselslag.
Tijdens de wereldkampioenschappen zwemmen 2011 in Shanghai eindigde Belmonte als vierde op de 400 meter wisselslag, op zowel de 200 meter vlinderslag als de 200 meter wisselslag strandde ze in de halve finales. Op de Europese kampioenschappen kortebaanzwemmen 2011 in Szczecin werd de Spaanse Europees kampioene op de 400 meter vrije slag, 200 meter vlinderslag en de 200 en 400 meter wisselslag.
In Debrecen nam Belmonte deel aan de Europese kampioenschappen zwemmen 2012. Op dit toernooi werd ze Europees kampioene op de 1500 meter vrije slag en behaalde ze de zilveren medaille op de 400 meter vrije slag. Daarnaast eindigde ze als vierde op de 200 meter vlinderslag. Samen met Melanie Costa, Patricia Castro en Lydia Morant werd ze gediskwalificeerd in de finale. Tijdens de Olympische Zomerspelen 2012 veroverde de Spaanse de zilveren medaille op zowel de 800 meter vrije slag als de 200 meter vlinderslag, op de 400 meter wisselslag eindigde ze op de achtste plaats. Daarnaast werd ze uitgeschakeld in de halve finale van de 200 meter wisselslag en in de series van de 400 meter vrije slag. Op de 4×200 meter vrije slag strandde ze samen met Melanie Costa, Patricia Castro en Lydia Morant in de series.

### 2013-heden
Op de wereldkampioenschappen zwemmen 2013 in Barcelona veroverde Belmonte de zilveren medaille op zowel de 200 meter vlinderslag als de 400 meter wisselslag en de bronzen medaille op de 200 meter wisselslag. Daarnaast eindigde ze als vierde op de 1500 meter vrije slag, als vijfde op de 800 meter vrije slag en werd ze uitgeschakeld in de series van de 400 meter vrije slag. Samen met Melanie Costa, Patricia Castro en Beatriz Gomes eindigde ze als vijfde op de 4×200 meter vrije slag. In Herning nam de Spaanse deel aan de Europese kampioenschappen kortebaanzwemmen 2013. Op dit toernooi werd ze vier keer Europees kampioene; op de 400 en 800 meter vrije slag, de 200 meter vlinderslag en de 400 meter wisselslag. Op de 200 meter wisselslag eindigde ze op de vierde plaats.
Tijdens de Europese kampioenschappen zwemmen 2014 in Berlijn prolongeerde Belmonte haar Europese titel op de 1500 meter vrije slag, op de 200 meter vlinderslag voegde ze daar nog een Europese titel aan toe. Daarnaast sleepte ze de zilveren medaille in de wacht op zowel de 800 meter vrije slag als de 400 meter wisselslag en behaalde ze de bronzen medaille op de 400 meter vrije slag. Op de 200 meter wisselslag eindigde ze op de achtste plaats. Op de 4×200 meter vrije slag eindigde ze samen met Melanie Costa, Fatima Gallardo en Judit Ignacio op de zesde plaats. Op de wereldkampioenschappen kortebaanzwemmen 2014 in Doha behaalde de Spaanse vier wereldtitels; op de 400 en 800 meter vrije slag, de 200 meter vlinderslag en de 400 meter wisselslag. Op de 200 meter vlinderslag en de 400 meter wisselslag gaf ze haar wereldtitel extra glans met een nieuw wereldrecord. Op zowel de 100 als de 200 meter wisselslag strandde ze in de series.
Vanwege schouderklachten liet Belmonte de wereldkampioenschappen zwemmen 2015 in Kazan aan zich voorbijgaan.
In Londen nam de Spaanse deel aan de Europese kampioenschappen zwemmen 2016. Op dit toernooi veroverde ze de zilveren medaille op de 1500 meter vrije slag en de bronzen medaille op de 400 meter vrije slag. Op de 200 meter vlinderslag werd ze uitgeschakeld in de halve finales. Op de 4×200 meter vrije slag legde ze samen met Melanie Costa, Patricia Castro en Fatima Gallardo beslag op de zilveren medaille. Tijdens de Olympische Zomerspelen van 2016 in Rio de Janeiro werd Belmonte olympisch kampioene op de 200 meter vlinderslag, op de 400 meter wisselslag sleepte ze de bronzen medaille in de wacht. Daarnaast eindigde ze als vierde op de 800 meter vrije slag en strandde ze in de halve finales van de 200 meter wisselslag en in de series van de 400 meter vrije slag.

## Internationale toernooien
| Jaar | Olympische Spelen | WK langebaan | WK kortebaan | EK langebaan | EK kortebaan                                                                                   |
| ---- | --- | --- | --- | --- | ---------------------------------------------------------------------------------------------- |
| 2006 | | | geen deelname | 12e 200m wisselslag 13e 400m wisselslag                                                                                               | 12e 800m vrije slag 11e 200m wisselslag 11e 400m wisselslag                                    |
| 2007 | | 22e 200m vlinderslag 19e 200m wisselslag 12e 400m wisselslag                                                                                | | | 18e 400m vrije slag · 7e 200m vlinderslag · 14e 200m wisselslag · 400m wisselslag              |
| 2008 | 24e 200m vlinderslag 14e 200m wisselslag 14e 400m wisselslag 15e 4×100m wisselslag                                          | | 9e 400m vrije slag · 6e 200m schoolslag · 200m wisselslag · 400m wisselslag                                        | 200m vlinderslag · 200m wisselslag · 8e 400m wisselslag · 8e 4×200m vrije slag · 6e 4×100m wisselslag                                 | 13e 400m vrije slag · 14e 200m schoolslag · 6e 200m wisselslag · 400m wisselslag               |
| 2009 | | 26e 200m vlinderslag 22e 200m wisselslag DQ 400m wisselslag                                                                                 | | | DQ 200m schoolslag · DQ 200m vlinderslag · 200m wisselslag                                     |
| 2010 | | | 800m vrije slag · 19e 200m schoolslag · 200m vlinderslag · 28e 100m wisselslag · 200m wisselslag · 400m wisselslag | 4e 200m vlinderslag 5e 200m wisselslag 10e 400m wisselslag                                                                            | geen deelname                                                                                  |
| 2011 | | 9e 200m vlinderslag 10e 200m wisselslag 4e 400m wisselslag                                                                                  | | | 400m vrije slag · 200m vlinderslag · serie 100m wisselslag · 200m wisselslag · 400m wisselslag |
| 2012 | 13e 400m vrije slag · 800m vrije slag · 200m vlinderslag · 10e 200m wisselslag · 8e 400m wisselslag · 10e 4×200m vrije slag | | geen deelname | 400m vrije slag · 1500m vrije slag · 4e 200m vlinderslag · DSQ 4×200m vrije slag                                                      | geen deelname                                                                                  |
| 2013 | | 9e 400m vrije slag · 5e 800m vrije slag · 4e 1500m vrije slag · 200m vlinderslag · 200m wisselslag · 400m wisselslag · 5e 4×200m vrije slag | | | 400m vrije slag · 800m vrije slag · 200m vlinderslag · 4e 200m wisselslag · 400m wisselslag    |
| 2014 | | | 400m vrije slag · 800m vrije slag · 200m vlinderslag · 27e 100m wisselslag · 10e 200m wisselslag · 400m wisselslag | 400m vrije slag · 800m vrije slag · 1500m vrije slag · 200m vlinderslag · 8e 200m wisselslag · 400m wisselslag · 6e 4×200m vrije slag |                                                                                                |
| 2015 | | geen deelname | | | geen deelname                                                                                  |
| 2016 | 15e 400m vrije slag · 4e 800m vrije slag · 200m vlinderslag · 16e 200m wisselslag · 400m wisselslag                         | | 6-11 december | 400m vrije slag · 1500m vrije slag · 12e 200m vlinderslag · 4×200m vrije slag                                                         |                                                                                                |

## Persoonlijke records
Bijgewerkt tot en met 12 augustus 2016
Kortebaan
| Afstand          | Tijd        | Datum            | Plaats     |
| ---------------- | ----------- | ---------------- | ---------- |
| 200m vrije slag  | 1.55,33     | 17 december 2011 | Madrid     |
| 400m vrije slag  | WR 3.54,52  | 11 augustus 2013 | Berlijn    |
| 800m vrije slag  | WR 7.59,34  | 10 augustus 2013 | Berlijn    |
| 1500m vrije slag | WR 15.19,71 | 12 december 2014 | Sabadell   |
| 200m schoolslag  | 2.21,65     | 13 april 2008    | Manchester |
| 200m vlinderslag | WR 1.59,61  | 3 december 2014  | Doha       |
| 200m wisselslag  | 2.05,73     | 18 december 2010 | Dubai      |
| 400m wisselslag  | 4.19,86     | 3 december 2014  | Doha       |

Langebaan
| Afstand          | Tijd     | Datum            | Plaats            |
| ---------------- | -------- | ---------------- | ----------------- |
| 200m vrije slag  | 01.57,58 | 30 maart 2012    | Málaga            |
| 400m vrije slag  | 04.03,84 | 22 mei 2011      | Palma de Mallorca |
| 800m vrije slag  | 08.18,55 | 12 augustus 2016 | Rio de Janeiro    |
| 1500m vrije slag | 15.57,29 | 23 augustus 2014 | Berlijn           |
| 200m schoolslag  | 02.27,00 | 6 april 2008     | Palma de Mallorca |
| 200m vlinderslag | 02.04,78 | 1 augustus 2013  | Barcelona         |
| 200m wisselslag  | 02.09,45 | 29 juli 2013     | Barcelona         |
| 400m wisselslag  | 04.31,21 | 3 augustus 2013  | Barcelona         |